# Saltabarranca
Saltabarranca es una localidad del estado mexicano de Veracruz. Es cabecera del municipio de Saltabarranca.

## Demografía
| Censo | Población |
| ----- | --------- |
| 1900  | 675       |
| 1910  | 835       |
| 1921  | 808       |
| 1930  | 957       |
| 1940  | 919       |
| 1950  | 1089      |
| 1960  | 1310      |
| 1970  | 2125      |
| 1980  | 2461      |
| 1990  | 3329      |
| 1995  | 3248      |
| 2000  | 2896      |
| 2005  | 2935      |
| 2010  | 3215      |
| 2020  | 3454      |